# Перемышльская осада

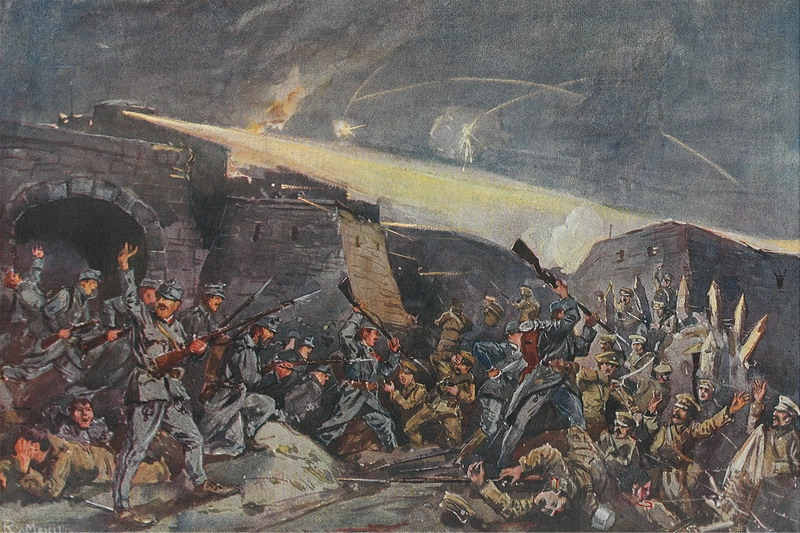
Картина, Австро-Венгерские войска штурмуют форт Седлиска, крепость Перемышль.

Осада Перемышля — осада австрийской крепости Перемышль русскими войсками в 1914—1915 годах.
Была крупнейшей осадой Первой мировой войны.

## Первая осада
Разведка установила признаки наступления противника. На 3 и 8 армии (8 корпусов) падает задача удержать район свыше 200 вёрст, без возможности маневрировать, так как они связаны прикрытием блокады. Падение Перемышля не только возвращает свободу манёвра, но и даёт возможность привлечь к полевым действиям войска Блокадной армии (5 пех и кав. дивизию). Поэтому Командующий Галицийской группой решает ускорить падение крепости, предполагая, что эту операцию можно закончить в 4—5 дней до появления армий противника. Главкоюз одобрил это решение.— Русская армия в Великой войне: Стратегический очерк войны 1914—1918 гг. Часть 2. Глава V. Операции в Галиции 
с 18 сент. (2 окт.) по 20 октяб. (2 нояб). 3-я перегруппировка армий Галицийского фронта.
4 (17) сентября передовые отряды 3-й русской армии под командованием генерала Радко-Дмитриева подошли к крепости. В 1914 году Перемышльская крепость состояла из восьми секторов (групп) обороны. Первые два сектора (группы) обороны включали внутренний обвод протяжённостью 15 километров и радиусом 6 километров. Всего в рамках внутреннего обвода крепости было возведено 18 фортов и 4 батареи. Внешний обвод крепости общей протяжённостью 45 километров подразделялся на шесть секторов (групп) обороны в составе 15 главных и 29 вспомогательных фортов. Между фортами размещались 25 артиллерийских батарей. Большинство фортов крепости были оснащены современной артиллерией: 150-мм гаубицами, 53-мм скорострельными орудиями и 210-мм мортирами. Все главные и броневые форты имели электроснабжение, прожектора, лифты, вентиляторы, помпы, рефлекторы для улучшения условий круглосуточной обороны. В крепости работала система радиосвязи.
Начало осады крепости русскими войсками совпало с трагедией, постигшей русинское население, которое было привлечено для работ по обслуживанию укреплений. 15 сентября 1914 года на улицах Перемышля без следствия и суда австро-венгерскими солдатами были зарублены 44 жителя города-крепости.
22 сентября (5 октября)—24 сентября (7 октября) русские войска штурмовали крепость, нанеся основной удар у Седлиска (форты Седлисской группы к юго-востоку от города), позже продолжились атаки на северные форты в районе Дунковички, но все атаки были отбиты с большими потерями для наступающих. Когда 25 сентября (8 октября) к крепости подошли австрийские войска, осаждавшие были вынуждены отступить на несколько километров на восток. 28 сентября (11 октября) осада, продолжавшаяся 21 день, была снята.

После ряда поражений и громадных потерь австрийская армия была настолько потрясена, а Перемышль был настолько мало подготовлен к осаде, что, по моему глубокому убеждению, была возможность в половине сентября взять эту крепость штурмом при небольшой артиллерийской подготовке.— Алексей Брусилов, в ту пору генерал, командующий 8-й армией

## Вторая осада

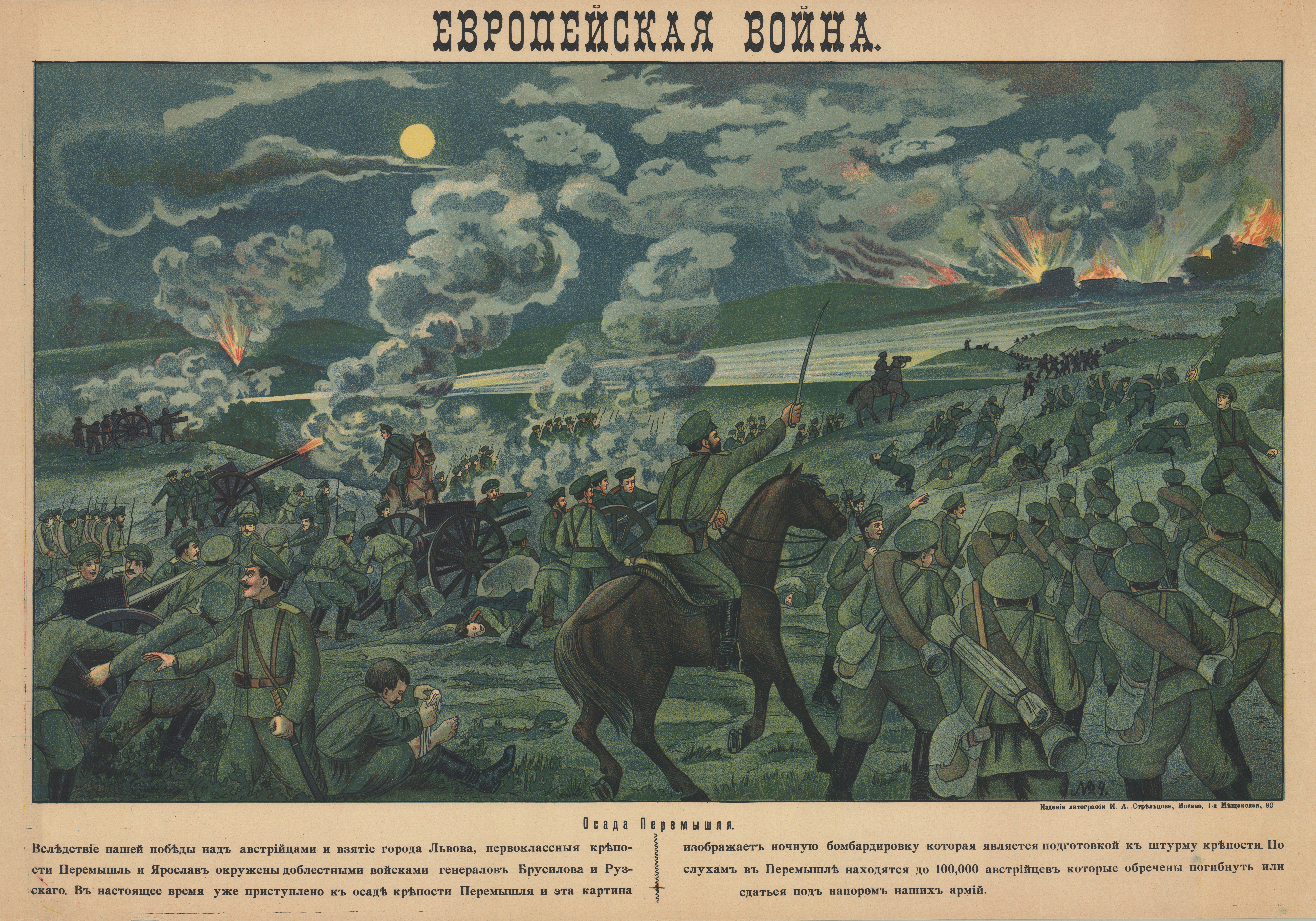
Агитплакат «Осада Перемышля»

После отражения германо-австрийского наступления в ходе Варшавско-Ивангородской операции австрийские войска снова отступили, и Перемышль был повторно осаждён осадной армией генерала А. Н. Селиванова. Селиванов, войска которого были меньше по численности, чем гарнизон крепости, не имея осадной артиллерии, не предпринимал бессмысленных попыток штурма, а окружил крепость широким кольцом, рассчитывая добиться сдачи измором. В крепости-городе находились 135 тыс. австро-венгерских солдат, 18 тыс. мирных жителей и около 2 тыс. русских пленных.
Русские генералы учли уроки предыдущей неудачной осады одной из крупнейших крепостей Европы. 11-я армия окопалась на подступах к оборонительным сооружениям крепости. Также была увеличена артиллерийская мощь 11-й армии. С прибытием тяжёлой артиллерии (ТАОН) увеличилось количество орудий крупного калибра, что и решило судьбу крепости — высочайшего достижения военной инженерно-технической мысли и культуры того времени.
На пятый месяц осады в крепосте начался голод. Комендант генерал Кусманек стал опасаться бунта среди солдат и передал своему командованию по радио, что если Перемышль не освободят, он вынужден будет сдаться.
Понимая, что Перемышль может пасть в любой момент, австро-германское командование, перегруппировав и подтянув дополнительные силы, решило в последней, отчаянной попытке деблокировать Перемышль. На главном направлении Белогруд — Лиско против 4 дивизий 8-го и 7-го русских корпусов было сосредоточено 14 вражеских дивизий. 13 марта австро-германские войска нанесли мощный удар, но прорвать русскую оборону не смогли. В свою очередь русское командование, связанное боями на других участках фронта, не могло оказать существенную помощь обороняющимся частям. Непрерывные атаки австро-германцев, имевших подавляющее преимущество в живой силе, длились почти неделю, но были все отбиты. Попытка деблокировать Перемышль провалилась. В результате, подошедшие русские резервы нанесли удар по атакующему противнику и отбросили его далеко на запад.
После срыва деблокады Перемышля Кусманек решился на прорыв. 20 марта гарнизон выступил из крепости. В головных колоннах шли самые надежные венгерские части. Но Селиванов этого давно ждал. Опасные участки были заблаговременно определены, оборона на них наращивалась несколько месяцев, а о подготовке к вылазке предупредила авиаразведка. Атакующих встретил убийственный огонь орудий и пулемётов, их цепи были выкошены, остальные, спасаясь, побежали обратно в крепость. Обозы с продовольствием и боеприпасами, выведенные на прорыв, были брошены на дороге. В бою 20 марта войскам перемышльской армии было нанесено полное поражение, в плен попало 107 офицеров, до 4 тыс. нижних чинов и захвачено 16 пулемётов, много стрелкового и холодного оружия. После этого разгрома об обороне уже и речи быть не могло. Кусманек вступил в переговоры, и 22 марта Перемышль капитулировал безо всяких условий. 
Русским войскам сдались 9 генералов (в том числе Герман Кусманек, А. Тамаши, К. Вейзендорфер, В. Никль), 93 штаб-офицера, 2204 обер-офицеров, 113 890 нижних чинов, русские войска захватили 900 орудий (по другим данным 1050).
После взятия крепости в Перемышль (на поезде до Самбора, затем на автомобиле) прибыл Николай II. Генерал Брусилов показывал ему крепостные укрепления.

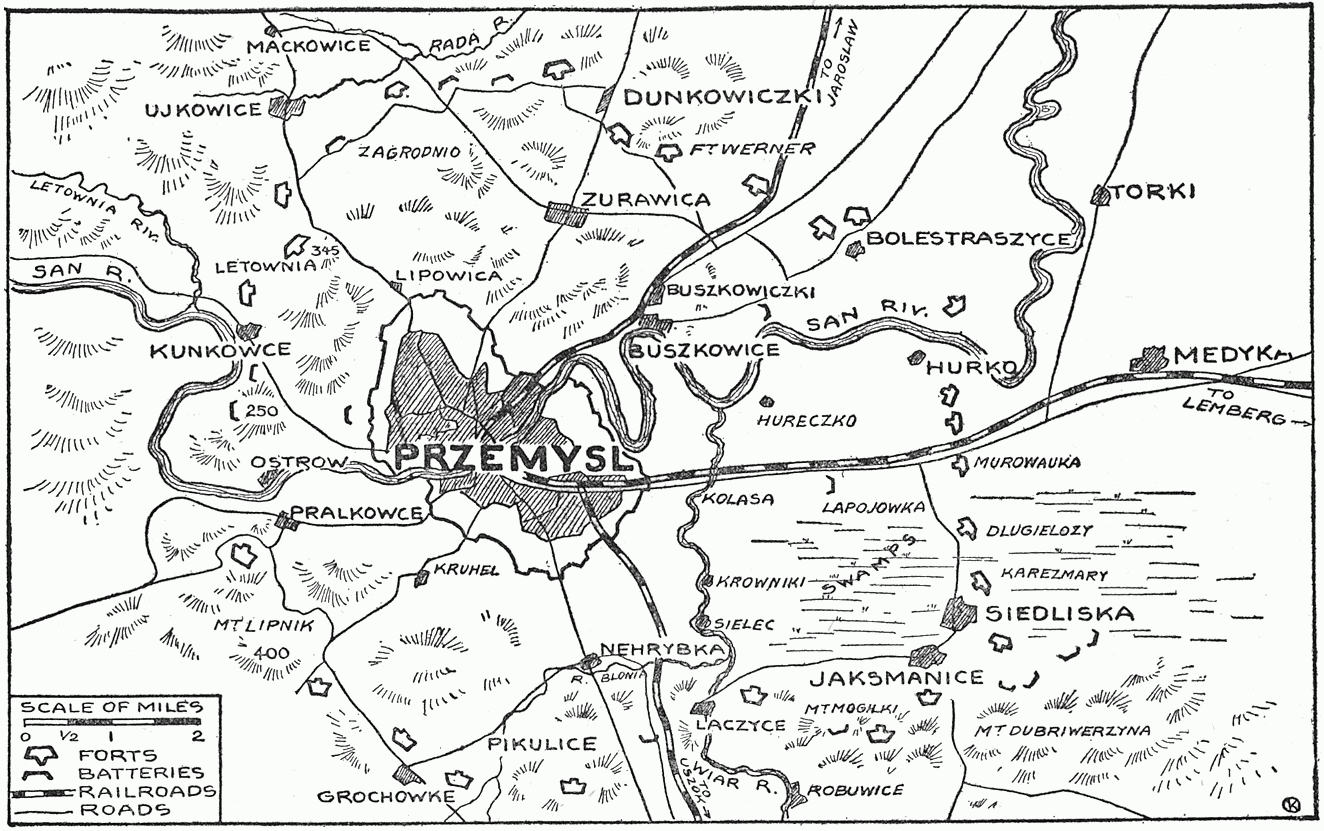
Американская схема оборонительных укреплений Перемышля.
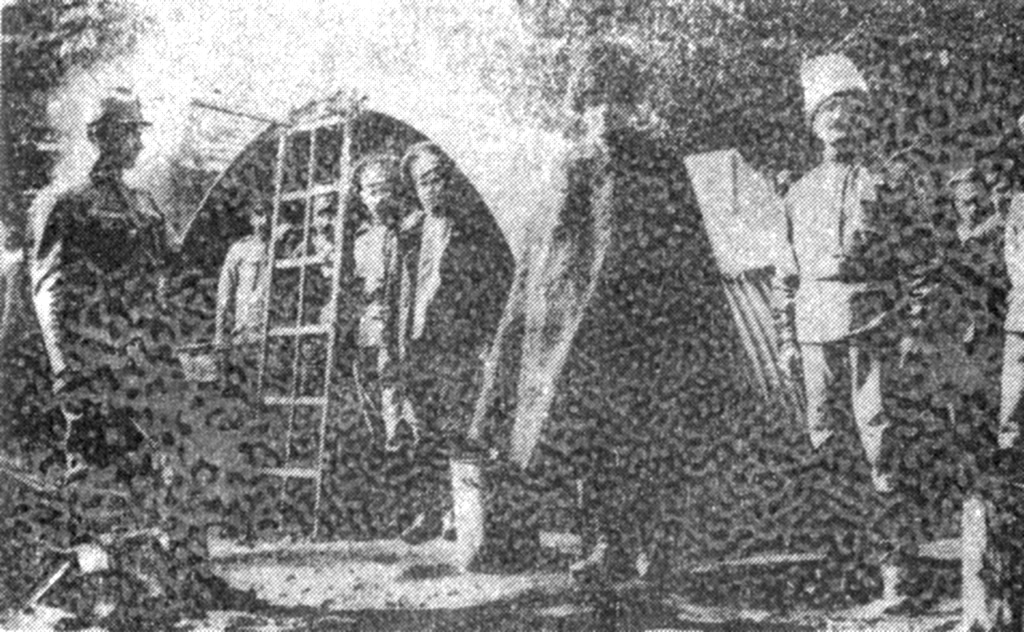
Русские военнопленные в Перемышле 1914 год.
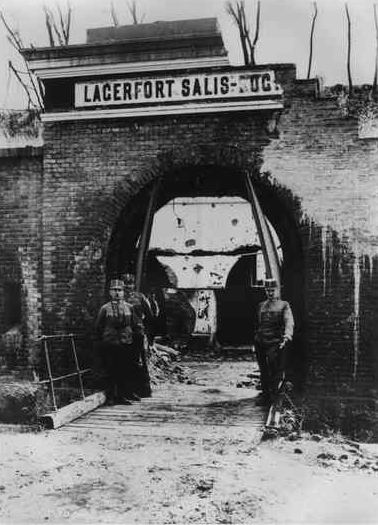
Оборонительные укрепления крепости Перемышль, 1915 год.
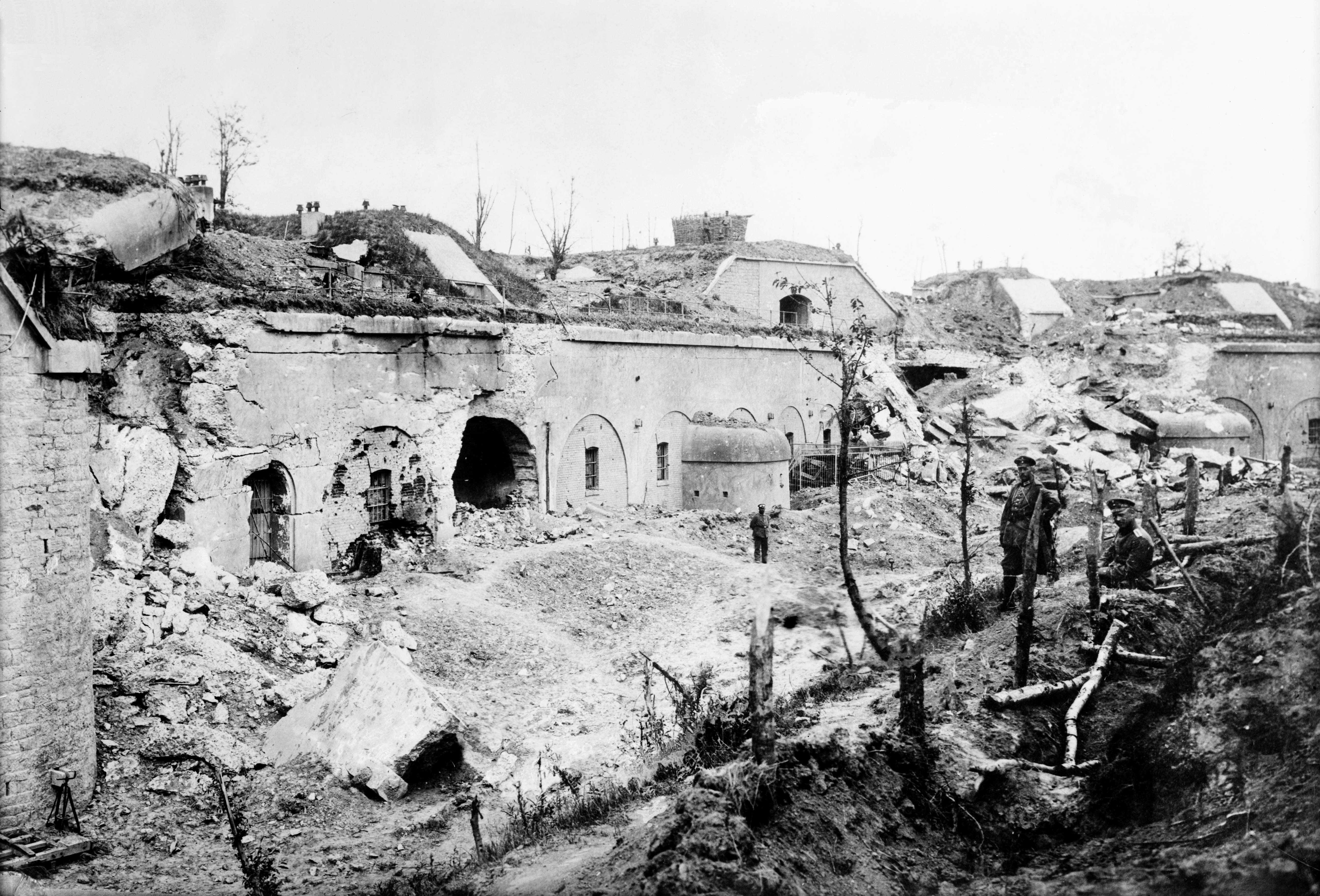
Оборонительные укрепления крепости Перемышль, 1915 год.
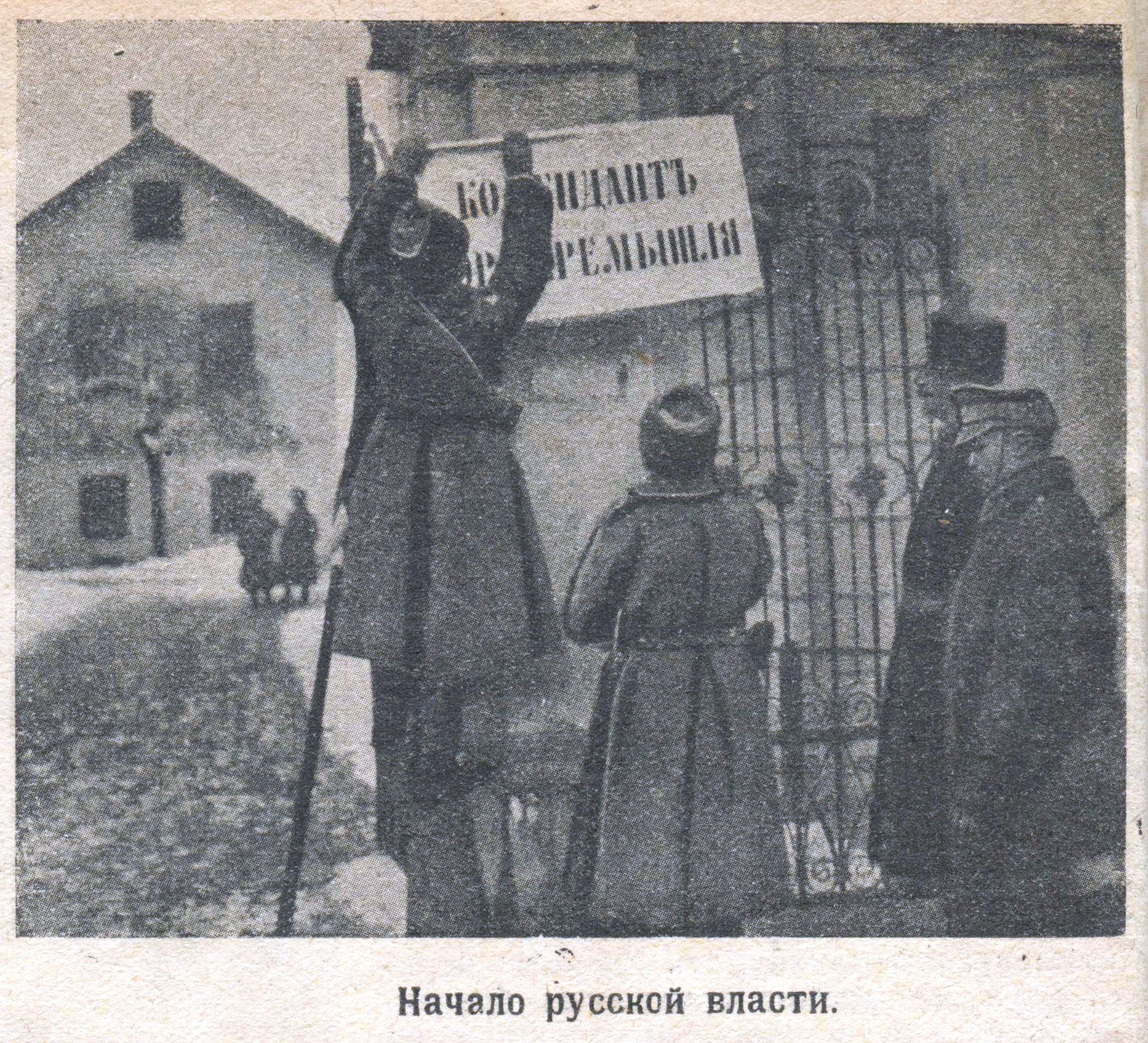
Начало русской власти: Комендант Перемышля, март 1915 года.
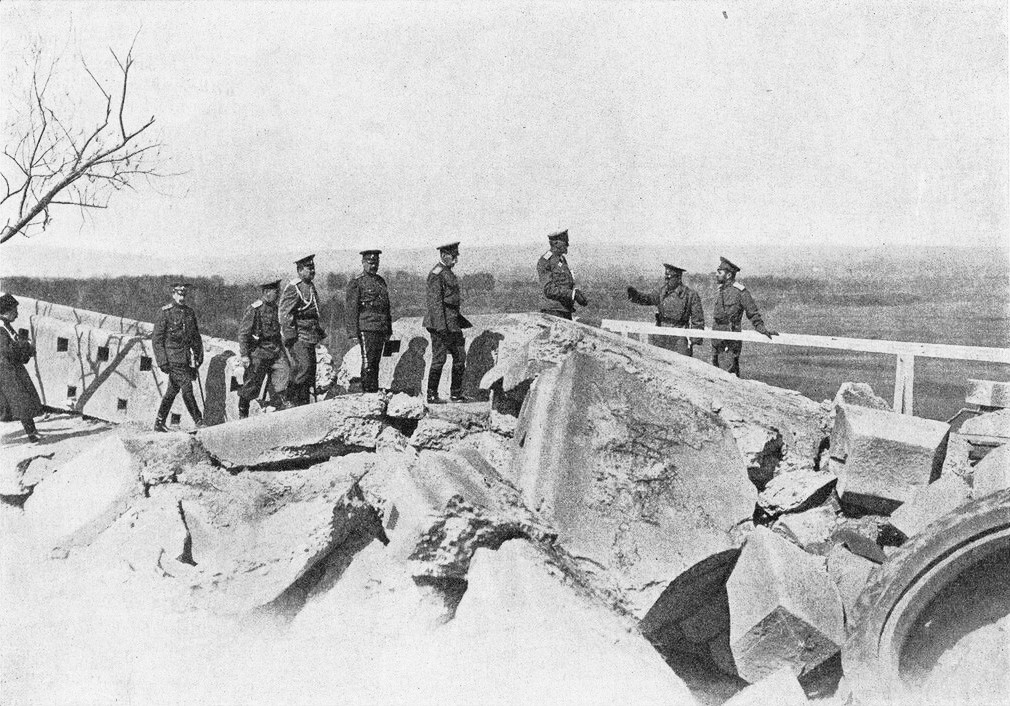
Император Николай II и главнокомандующий Николай Николаевич во взятом Перемышле.
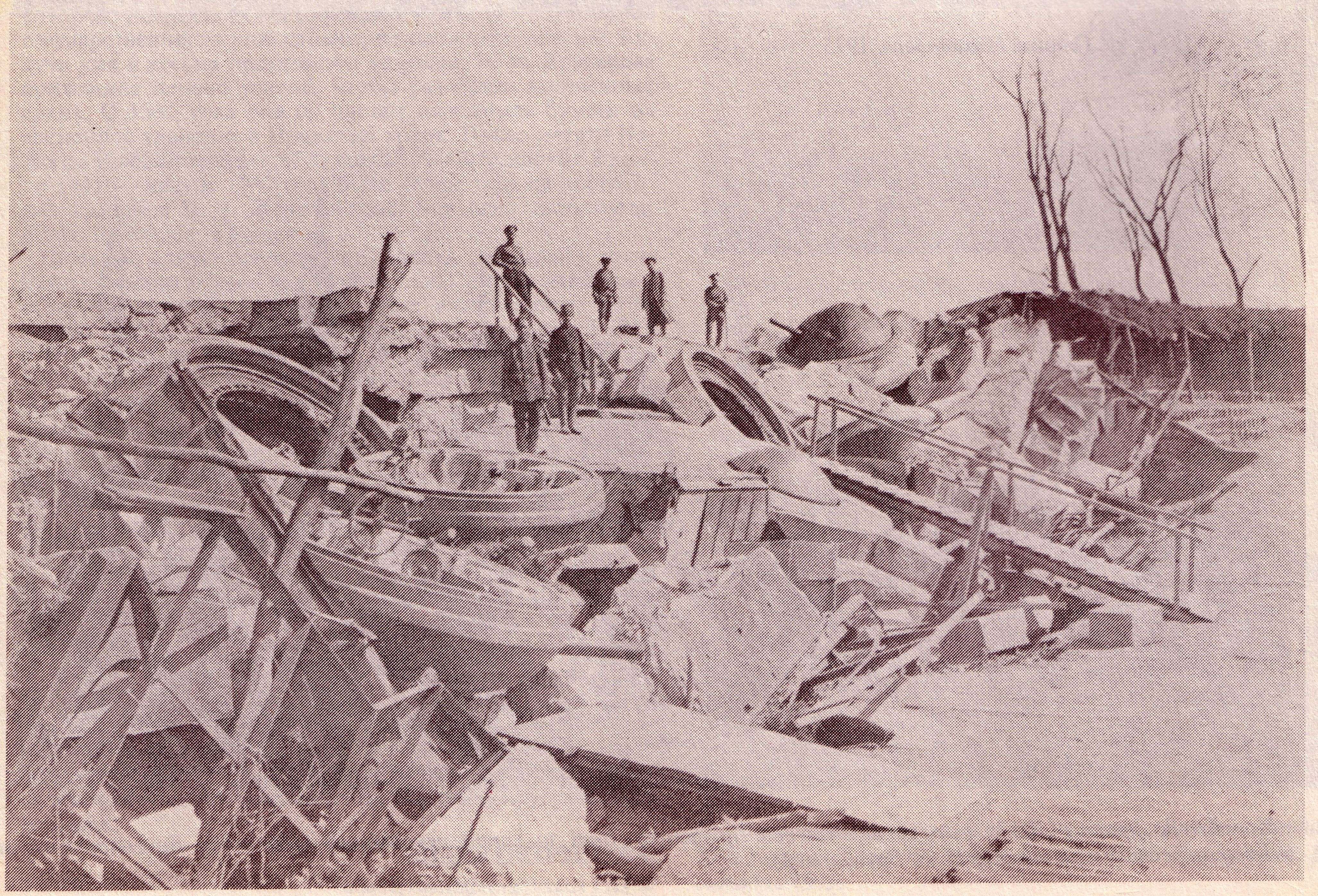
Брусилов на руинах фортов Перемышля. Видны сорванные башни, май 1915 года.
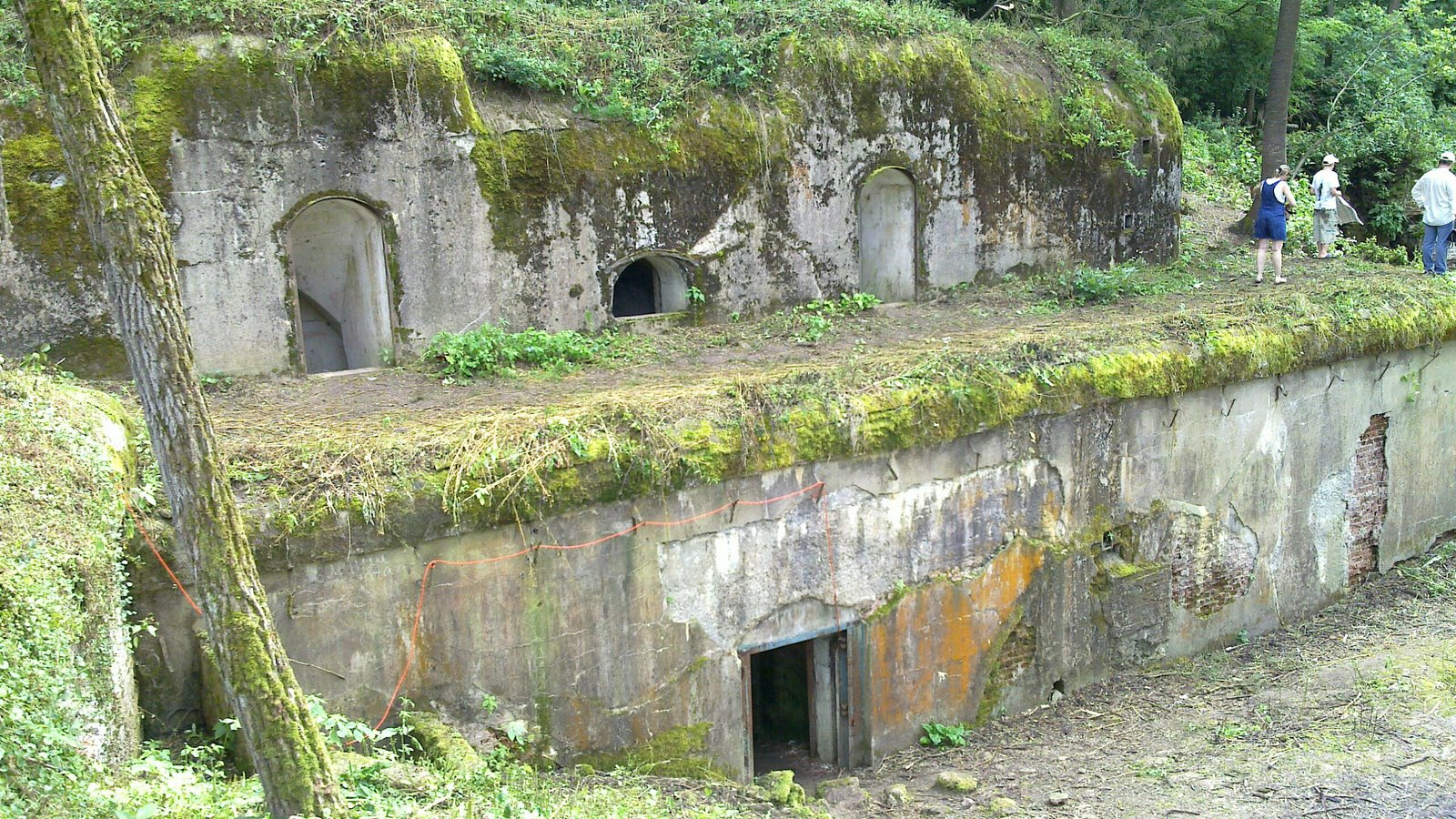
Остатки оборонительного укрепления, форт № 1/6, около села Поповичи, фото 3 июля 2010 года.
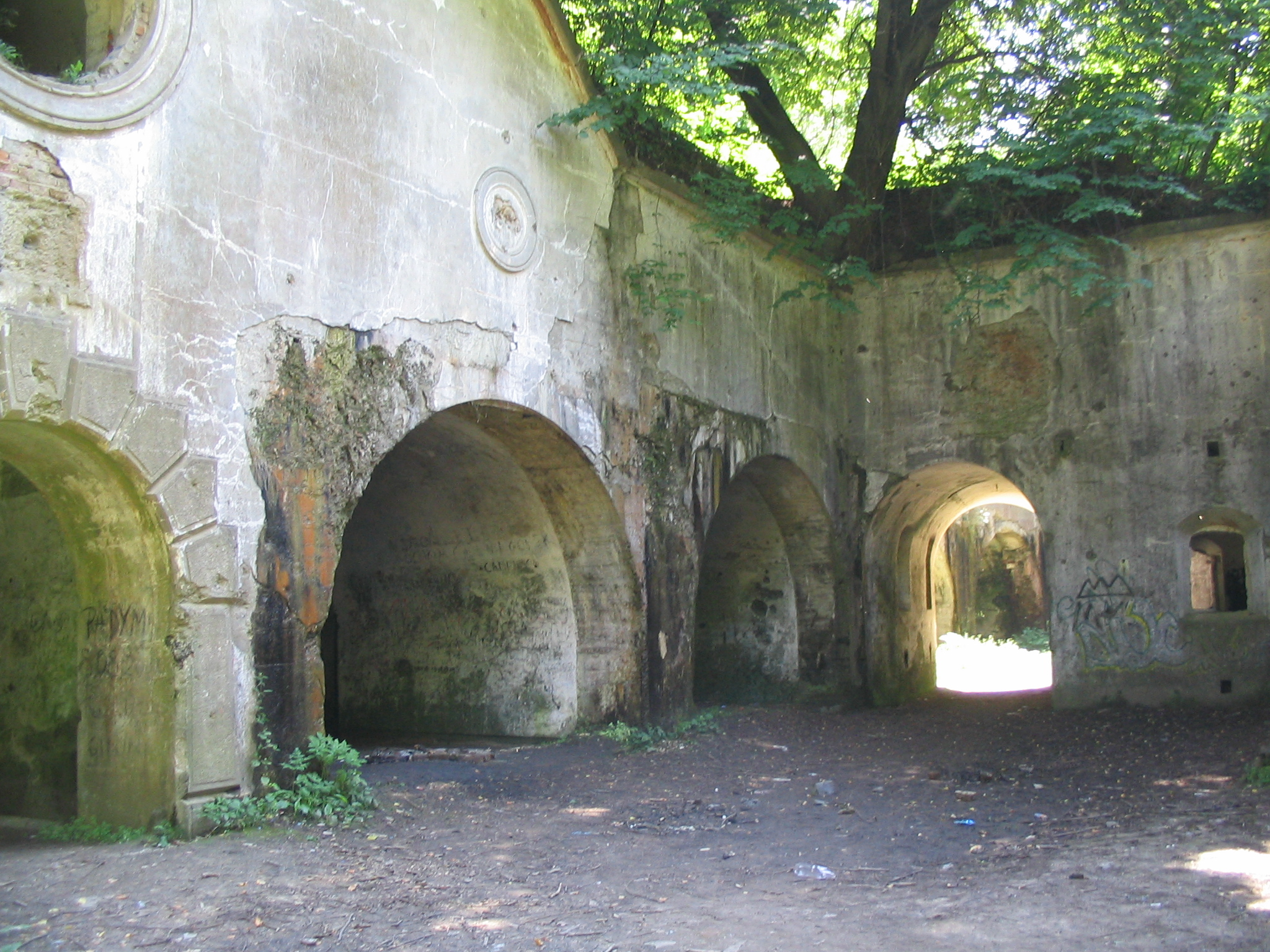
Остатки оборонительного укрепления, форт I, 6 июля 2006 года.
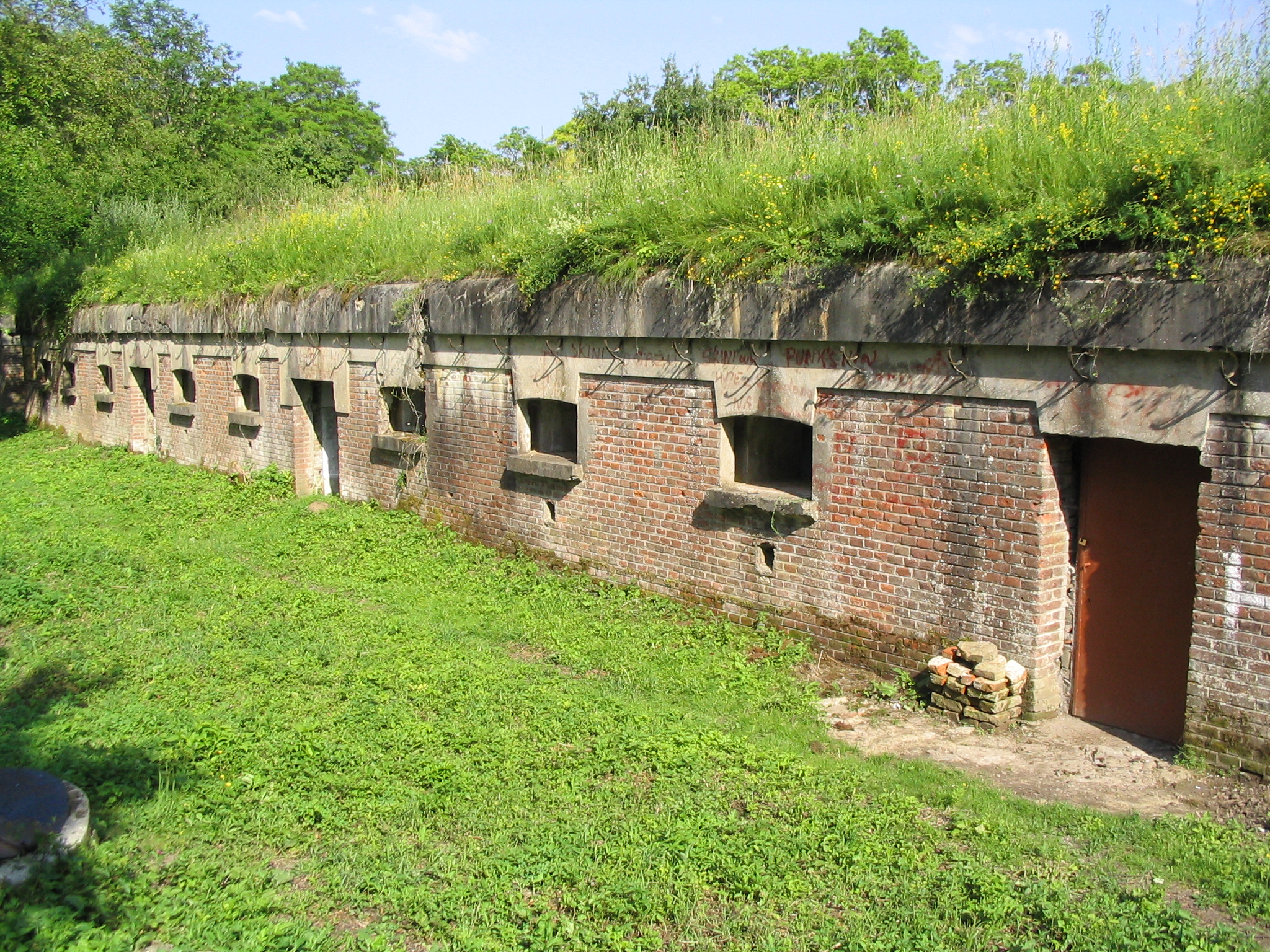
Остатки оборонительного укрепления, форт III, 6 июля 2006 года.
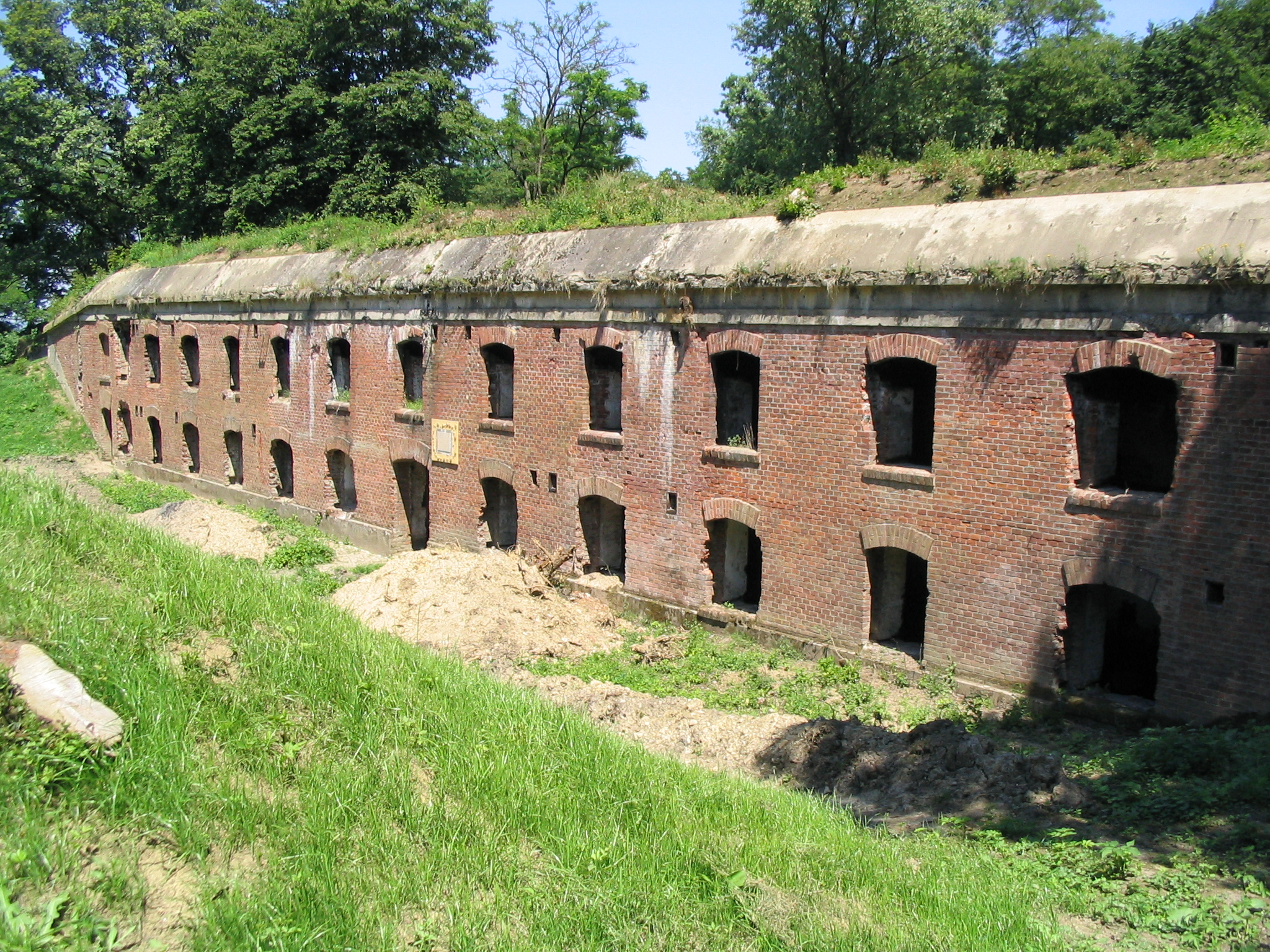
Остатки оборонительного укрепления, форт XV Борек, 6 июля 2006 года.
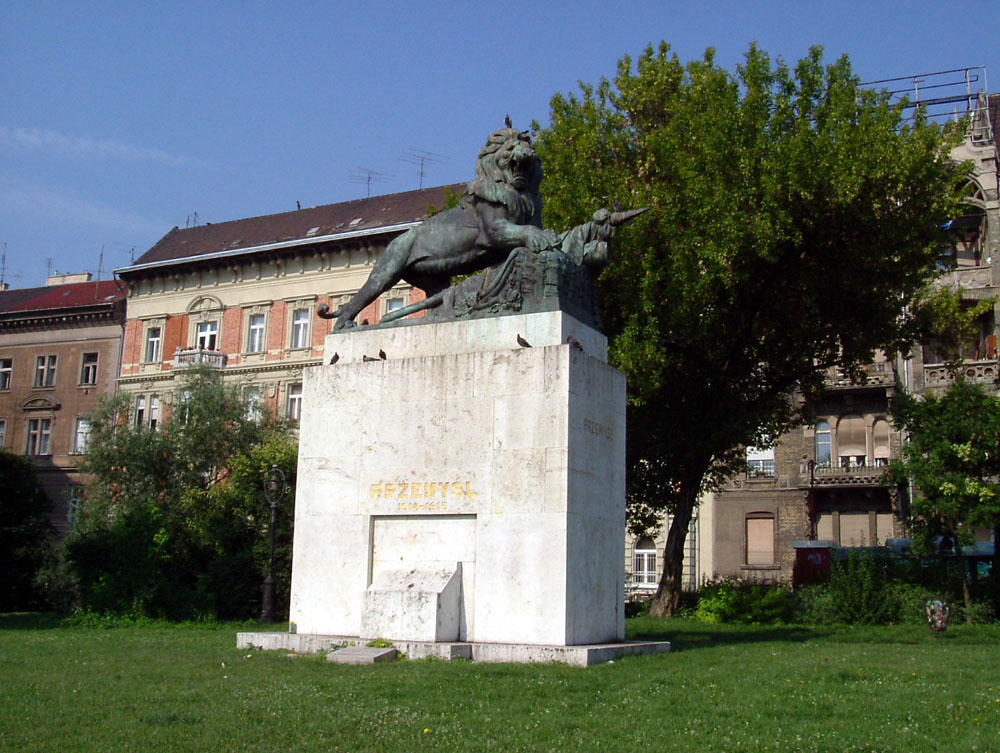
Монумент защитникам крепости Будапешт, Венгрия.

## Упоминание в художественных произведениях
Польский фильм 1984 года «Форт 13» (Fort 13) режиссёра Гжегожа Круликевича рассказывает о судьбе двух пленных офицеров российской армии, которые во время очередного обстрела Перемышльской крепости оказываются заживо погребенными в её подземелье.